# A Missing Bride
A Missing Bride é um filme de comédia dos Estados Unidos de 1914, produzido por Mack Sennett. O nome do diretor do filme é desconhecido.